# Pawieł Taran
Pawieł Andriejewicz Taran (ros. Павел Андреевич Таран, ur. 4 października?/17 października 1916 we wsi Szołochowo w guberni jekaterynosławskiej (obecnie w rejonie nikopolskim), zm. 14 września 2005 w Moskwie) – radziecki lotnik wojskowy, generał porucznik lotnictwa, dwukrotny Bohater Związku Radzieckiego (1942 i 1944).

## Życiorys
Był narodowości ukraińskiej. W 1933 skończył szkołę fabryczną w Zaporożu, a w 1934 w Nikopolu, 1934-1937 pracował jako elektryk w zakładzie metalurgicznym, od listopada 1937 służył w Armii Czerwonej. W 1938 skończył Kaczyńską Wojskową Wyższą Szkołę Lotniczą Pilotów, był lotnikiem pułku bombowców w Leningradzkim Okręgu Wojskowym.
We wrześniu 1939 uczestniczył w zajmowaniu zachodniej Ukrainy, czyli agresji ZSRR na Polskę, a 1939–1940 w wojnie z Finlandią. Od czerwca 1941 do kwietnia 1944 jako dowódca klucza, zastępca dowódcy i dowódca eskadry 81 pułku Lotnictwa Dalekiego Zasięgu brał udział w wojnie z Niemcami, uczestnicząc m.in. w walkach na Ukrainie, w Donbasie, bitwie o Kaukaz, walkach na Kubaniu, bitwie pod Kurskiem i likwidacji blokady Leningradu. W 1941 został zestrzelony, jednak wyskoczył na spadochronie, w 1942 był lekko ranny. W lipcu 1944 został inspektorem w 6 Korpusu Lotnictwa Dalekiego Zasięgu, w kwietniu 1945 dowodził 240 gwardyjskim lotniczym pułkiem bombowców. Brał udział w operacji białoruskiej, sandomiersko-śląskiej, nadbałtyckiej, królewieckiej i berlińskiej. Wykonał 356 lotów bojowych (w tym 316 nocą), prowadząc naloty na siłę żywą i technikę wojskową wroga. Po wojnie do kwietnia 1946 dowodził 240 gwardyjskim lotniczym pułkiem bombowców w Północnej Grupie Wojsk stacjonującej w Polsce, później służył w Lotnictwie Dalekiego Zasięgu na Ukrainie, 1951-1954 dowodził 251 gwardyjskim lotniczym pułkiem bombowców ciężkich w Boryspolu, potem był zastępcą dowódcy, a od lipca 1955 do listopada 1956 dowódcą 15 Lotniczej Dywizji Bombowców Ciężkich w Żytomierzu. W 1958 ukończył Wojskową Akademię Sztabu Generalnego i został dowódcą 79 Lotniczej Dywizji Bombowców Ciężkich w Semipałatyńsku, 1959−1960 był zastępcą dowódcy, a w 1960 zastępcą szefa sztabu 5 Armii Powietrznej w Błagowieszczeńsku, później pracował w Głównym Zarządzie Operacyjnym Sztabu Generalnego Sił Zbrojnych ZSRR (od 1967 w stopniu generała porucznika lotnictwa) do maja 1979, gdy zakończył służbę wojskową.

## Odznaczenia
- Złota Gwiazda Bohatera Związku Radzieckiego (dwukrotnie – 20 czerwca 1942 i 13 marca 1944)
- Order Lenina (20 czerwca 1942)
- Order Rewolucji Październikowej (21 lutego 1978)
- Order Czerwonego Sztandaru (dwukrotnie – 5 listopada 1941 i 22 lutego 1955)
- Order Aleksandra Newskiego (13 lipca 1945)
- Order Wojny Ojczyźnianej I klasy (dwukrotnie – 28 kwietnia 1943 i 11 marca 1985)
- Order Czerwonego Sztandaru Pracy (30 maja 1973)
- Order Czerwonej Gwiazdy (dwukrotnie – 22 lutego 1941 i 3 listopada 1953)
- Medal „Za zasługi bojowe” (24 czerwca 1948)
- Order Gwiazdy Polarnej (Mongolska Republika Ludowa, 6 lipca 1971)
- Order Zasługi dla Ojczyzny (NRD, 8 maja 1975)

I inne.